# Уріча
Уріча (рум. Uricea) — село у повіті Муреш в Румунії. Входить до складу комуни Ходак.
Село розташоване на відстані 274 км на північ від Бухареста, 41 км на північний схід від Тиргу-Муреша, 105 км на схід від Клуж-Напоки, 134 км на північ від Брашова.

## Населення
За даними перепису населення 2002 року у селі проживали 57 осіб, усі — румуни. Усі жителі села рідною мовою назвали румунську.